# چاردیواری
چاردیواری یک مجموعه تلویزیونی ایرانی به کارگردانی سیروس مقدم، نویسندگی محسن تنابنده و سعید آقاخانی و تهیه‌کنندگی الهام غفوری در ژانر طنز، خانوادگی و اجتماعی است که از ۲۸ اسفند ۱۳۸۸ تا پایان نوروز ۱۳۸۹ در ۱۵ قسمت ۵۰ دقیقه‌ای از شبکه یک سیما پخش شده است. چاردیواری از محبوب‌ترین سریال‌های کمدی تلویزیون ایران است.
چاردیواری یک سریال طنز اجتماعی است که بخاطر فیلمنامه و کارگردانی قوی سیروس مقدم و پرداختن درست به موضوع مشکلات جوانان و بازی موفق بازیگران از جمله آتیلا پسیانی، امیر جعفری و سعید آقاخانی در جذب مخاطب موفق عمل کرد و جز آثاری است که در پخش مجدد نیز با استقبال روبرو می‌شود، نویسندگی سعید آقاخانی در کنار محسن تنابنده نیز باعث خلق یک طنز خوش ساخت شد که برخلاف اکثر آثار آقاخانی توانست در جذب مخاطب و نظر منتقدان به موفقیت برسد. موسیقی متن سریال توسط آریا عظیمی‌نژاد انجام شده و استفاده از آهنگ‌های بومی محلی سهم زیادی در دیده شدن این مجموعه داشته است.

## داستان
داستان چاردیواری دربارهٔ جوانی به نام نادر (امیر جعفری) است که در گذشته درخواست دختر جوان و متمولی به نام مریم (بهنوش طباطبایی) را برای ازدواج ظاهری و رسمی قبول کرده. دختر که قصد داشته با این ازدواج در خارج از کشور ادامه تحصیل دهد، حالا پس از چند سال از خارج از کشور برگشته و قصد دارد به ازدواج ظاهری با نادر خاتمه بدهد. به همین خاطر، با همکاری نادر طوری در برابر پدرش صحنه‌سازی می‌کند که گویی او و نادر پس از چند سال زندگی مشترک، با هم اختلاف دارند. از سوی دیگر نادر در رابطه با خانواده پدری‌اش هم دچار مسائلی است که وضعیت او را پیچیده‌تر می‌کند…

## بازیگران
| بازیگر         | نقش                | توضیحات                                   |
| -------------- | ------------------ | ----------------------------------------- |
| امیر جعفری     | نادر پهلوان        | پسر تقی و مولود، برادر ناصر، همسر مریم    |
| سعید آقاخانی   | خیری               | دوست نادر                                 |
| بهنوش طباطبایی | مریم حسن‌زاده       | همسر نادر، دختر خسرو                      |
| آتیلا پسیانی   | تقی تاکسی (پهلوان) | همسر مولود، پدر نادر و ناصر               |
| مریم امیرجلالی | آهوخانم            | صاحب‌خانه نادر و خیری                      |
| ناهید مسلمی    | مولود              | همسر تقی، مادر نادر و ناصر، خواهر ملوک    |
| آزیتا لاچینی   | ملوک               | خواهر مولود، خاله نادر و ناصر             |
| جواد عزتی      | ناصر پهلوان        | پسر تقی و مولود، برادر نادر               |
| محمد فیلی      | خسرو حسن‌زاده       | پدر مریم                                  |
| مهران رجبی     | آقامحبت            | سرآشپز رستوران، همسر اکرم، مستأجر آهوخانم |
| سمیرا حسن‌پور   | مهتاب              | دختر مظفر و سوری، معشوقه خیری             |
| صدرالدین حجازی | محمود              | همسایه تقی                                |
| شهربانو موسوی  | خانم مرادی         | آشپز رستوران                              |
| نعیمه نظام‌دوست | اکرم               | همسر محبت                                 |
| داریوش سلیمی   | آقای فرشته         | صاحب رستوران                              |
| کریم قربانی    | کریم بوقچی         | مستاجر آهوخانم، همسر شهین                 |
| گیتی معینی     | سوری خانم          | همسر مظفر، مادر مهتاب                     |
| سیدمهدی حیدری  | مظفر               | همسر سوری، پدر مهتاب، مستأجر آهوخانم      |
| سیروس میمنت    | اسد قرقی           | دزد                                       |
| اکبر وارث      |                    | پدر خیری                                  |
| میرمحمد تجدد   |                    | وکیل حسن‌زاده                              |
| مرجان شکوفکی   | نرگس               | دختر خانم مرادی                           |
| فرانک تمنایی   | فریبا              | دختر محمود                                |
| صدیقه اکبرپور  | شهین               | همسر کریم                                 |

## فیلم‌نامه
سال گذشته یک طرح داشتم که آن را با آقای آقاخانی درمیان گذاشتم و سعید هم خیلی دوست داشت. روی ایده حرف زدیم و آن را بسط و گسترش دادیم و بعد با آقای مقدم صحبت کردیم که آن را دوست داشتند و آن را نوشتیم. یکی از دوستان من جایی برای گرفتن خانه می‌رود که به او می‌گویند به مجرد خانه نمی‌دهیم. دفعه بعد با خواهرش می‌رود و صاحبخانه او را با همسرش اشتباه می‌گیرد. این خواهر و برادر از اشتباه به وجود آمده استفاده می‌کنند و آن خانه را اجاره می‌گیرند. خواهر هم که دانشجوی شهرستان بوده، هر از چندگاهی مجبور می‌شود تا گاهی برگردد که صاحبخانه شک نکند. ما از این ماجرا برای نوشتن فیلمنامه «چاردیواری» استفاده کردیم. آدمی در مشکلات امروز با شرایط امروز چگونه تنها می‌شود؟ من به مسئله هویت نیز پرداخته بودم که گم‌شدن شناسنامه هم نمادی از همین مسئله بود.

تنابنده، ۲۰ فروردین ۱۳۸۹

## نقدها
نیما نعمتی زاده (نویسنده بازیگر و گوینده رادیو): روایتی ساده و به دور از پیچیدگی، زاویه دید نسبتاً تازه به ازدواج، نشان دادن سطح میانی جامعه از نظر اقتصادی (نه خیلی تنگدست و نه خیلی پولدار) امتناع از تجمل‌گرایی، نشان دادن غیر مستقیم و معنایی باورهای دینی و عرفی، پررنگ کردن شرافت انسانی و شخصیت‌پردازی خوب، بخشی از ویژگی و دلایل موفقیت متن چاردیواری محسوب می‌شود. مقدم با چاردیواری در انتخاب طرح اولیه داستان، انتخاب و هدایت بازیگر موفق است. فضاسازی خوب و قابل باور بوده و خبر از پیچیدگی‌های داستانی نیست. از سویی قاب‌بندی، برش و چینش نماها مانند سایر مجموعه‌های مقدم، متناسب با اندازه تلویزیون بوده و روی هم رفته مخاطب، اثر شیرینی را تماشا می‌کند که جنس کمدی‌اش از لودگی و تلاش برای خنداندن به دور است.
صادق وفایی منتقد سینما در عصر ایران: امیر جعفری بازیگر نقش اول، بازیگر با سابقه تئاتر بوده و سابقه بازی در سریال‌های طنز را دارد. بهنوش طباطبایی نیز در عرصه تلویزیون حضور داشته و به تازگی در نمایش «داستان یک پلکان» به کارگردانی رضا گوران به ایفای نقش پرداخته است و باید گفت کار او در این سریال، «خوب» ارزیابی می‌شود. در این سریال، پسیانی نقش تقی تاکسی را به خوبی ایفا کرد و مخاطب به راحتی با او ارتباط برقرار نمود.
دیگر بازیگران مجموعه نیز با هدایت خوب کارگردان از پس نقش‌هایشان برآمدند. سریال «چاردیواری» با چاشنی طنز مناسب خود توانست تماشاگرانش را راضی نگاه دارد. این سریال بدون آن که در دام شعار گویی بیفتد، پیام‌هایی هم برای مخاطب داشت. این سریال در اغلب قریب به اتفاق نظرسنجی‌ها به عنوان پرطرفدارترین سریال نوروزی انتخاب شده است.
سارا ملاعباسی: بازی کم‌نقص بازیگرانی مثل آتیلا پسیانی در نقش «تقی تاکسی»، سعید آقاخانی در نقش «خیری» یا بازی امیر جعفری در نقش «نادر» این موقعیت‌ها را باورپذیرتر کرده است. یکی از نکات مهم در سریال چاردیواری، نشان دادن طبقه متوسط و عام جامعه است. در اصل این سریال آدم‌هایی را نشان می‌دهد که زندگی معمولی دارند و تلاش می‌کنند همین معمولی بودن را حفظ کنند یا ارتقا دهند. به همین دلیل موضوعاتی مثل احترام به بزرگتر، اهمیت خانواده، پیدا کردن مسیر درست و عاقبت دروغگویی و تهمت زدن در متن پررنگ‌تر دیده می‌شود. آهنگسازی و موسیقی متن این سریال نیز ساخته آریا عظیمی نژاد است که به نوعی مکمل این موقعیت‌ها و فضای سریال بوده و ریتم آن را حفظ می‌کند.